# Billboard Japan Hot 100
Die Billboard Japan Hot 100 sind inoffizielle Singlecharts, die seit 2008 durch den japanischen Ableger des US-amerikanischen Musikmagazins Billboard in Japan erhoben werden. Die offiziellen japanischen Charts werden von Oricon erstellt.

## Ermittlung
Zwischen der Einführung der Billboard Japan Hot 100 im Jahr 2008 bis Dezember 2010 wurden lediglich physische CD-Verkäufe und Airplay im japanischen Radio für die Ermittlung der Charts berücksichtigt. Herangezogen wurden die Verkaufszahlen von Luminate (ehemals Nielsen SoundScan), die die physischen Verkäufe landesweit nachverfolgt, sowie von Plantech, welche den Airplay der damals 32 FM- und AM-Radiosender auswertete. Ab Dezember 2010 wurden auch digitale Verkäufe, anfangs lediglich von iTunes Japan, bei der Ermittlung der Charts berücksichtigt. Erst ab Dezember 2013 wurden weitere Anbieter von digitaler Musik wie etwa Rekochoku und mora in die Ermittlung der Bestenliste einbezogen. Zudem wurden zwei weitere Faktoren angekündigt, die Einfluss auf die Erhebung der Chartdaten haben: Twitter-Postings, die einer musikalischen Veröffentlichung zugeordnet werden können, sowie die Anzahl, wie oft ein Album auf einem Computer registriert wurde. Die Daten werden von NTT Data bzw. von Gracenote bereitgestellt.
Ab Mai des Jahres 2015 werden Youtube-Views und Musikstreaming bei der Auswertung berücksichtigt. Seit November des Jahres 2018 wird die Häufigkeit, wie oft ein Lied als Karaoke-Version gespielt wird, in die Formel zur Chartermittlung einbezogen.
Seit dem 7. Dezember 2016 arbeitet Billboard Japan mit dem japanischen Ableger von GfK zusammen und stellen Verkaufszahlen der ersten 50 Platzierungen der Öffentlichkeit zur Verfügung. Dabei werten die Unternehmen Zahlen von mehr als 3.900 digitalen Musikanbietern im gesamten Land sowie diverse Streaminganbieter aus. Letzterer Wert wird in einem Punktesystem dem jeweiligen Interpreten zugerechnet, wobei das Modell den Album-equivalent unit nachempfunden ist.

## Meiste Wochen auf Platz eins
| Wochen | Künstler              | Titel                | Periode                                                                        |
| ------ | --------------------- | -------------------- | ------------------------------------------------------------------------------ |
| 22     | Yoasobi               | Idol                 | 24. Apr. – 11. Sep 2023 22. Januar 2024                                        |
| 17     | Creepy Nuts           | Bling-Bang-Bang-Born | 05. Feb. – 29. Apr. 2024 13. – 27. Mai 2024 seit 12. Juni 2024                 |
| 13     | Ado                   | Show                 | 02. – 23. Okt. 2023 6. Nov. 2023 – 11. Dez. 2023 25. Dez. 2023 – 08. Jan. 2024 |
| 13     | Official Hige Dandism | Subtitle             | 31. Okt. – 14. Nov. 2022 12. Dez. 2022 – 30. Jan. 2023                         |
| 11     | Gen Hoshino           | Koi                  | 24. – 31. Okt. 2016 5. Dez. 2016 19. Dez. 2016 – 30. Jan. 2017 13. Feb. 2017   |
| 9      | Aimer                 | Zankosankya          | 20. Dez. 2021 3. Jan. 2022 24. Jan. – 7. März 2022                             |
| 8      | LiSA                  | Homura               | 26. Okt. – 16. Nov. 2020 30. Nov. – 7. Dez. 2020 11. – 18. Jan. 2021           |
| 7      | Official Hige Dandism | I Love…              | 17. – 24. Feb. 2020 23. März 2020 20. – 27. Apr. 2020 11. – 18. Mai 2020       |
| 7      | Official Hige Dandism | Pretender            | 28. Okt. 2019 2. Dez. 2019 23. Dez. 2019 – 20. Jan. 2020                       |
| 7      | Kenshi Yonezu         | Lemon                | 2. – 9. Apr. 2018 7. Jan. – 4. Feb. 2019                                       |
| 6      | Yoasobi               | Yoru ni Kakeru       | 1. – 15. Jun. 2020 27. Jul. 2020 21. Sep. 2020 5. Okt. 2020                    |
| 6      | Ado                   | New Genesis          | 22. – 29. Aug. 2022 12. – 19. Sep. 2022 3. – 10. Okt. 2022                     |
| 4      | BTS                   | Butter               | 7. – 14. Jun. 2021 12. – 19. Juli 2021                                         |
| 3      | Back Number           | Christmas Song       | 30. Nov. – 7. Dez. 2015 4. Jan. 2016                                           |
| 3      | Official Hige Dandism | Mixed Nuts           | 23. Mai 2022 11. – 18. Juli 2022                                               |